# Steglitz
Steglitz er et område i bydelen Steglitz-Zehlendorf i det sydvestlige Berlin, Tyskland. Steglitz nævnes første gang i Karl 4.s annaler i 1375.
Steglitz fik Preussens første asfalterede landevej i 1792, og den daværende landsby profiterede kraftigt på dens beliggenhed på Bundesstraße 1 (tidligere Reichsstraße 1), der følger en handelsrute som daterer sig tilbage til Middelalderen. Reichsstraße gik fra det vestligste Tyskland gennem Aachen og Köln til Berlin og videre mod øst, hvor den endte i Königsberg i det østlige Preussen. Steglitz oplevede også et økonomisk boost i 1838 som følge af anlæggelsen af jernbanen Wannseebahn, der forbandt Berlin og Potsdam. Steglitz blev inkluderet i Berlins transportsystem fra omkring 1850 og betjenes i dag bl.a. af S-Bahn linje 1 og 2 og U-Bahn linje 9.
Berlins sydvestlige forstæder oplevede store forandringer i den anden halvdel af det 19. århundrede, hvor luksuriøse villakvarterer skød op i nabobyerne Lichterfelde og senere Dahlem. I Steglitz udviklede Schlosstrasse sig til en stor handelsgade, der også kom til at betjene Lichterfelde og Dahlem.
Steglitz blev inkorporeret i Stor-Berlin i 1920 sammen med nabobyerne. Fra 1920 til 2000 udgjorde Steglitz en selvstændig bydel, men ved en reform af Berlins bydele i 2000, blev Berlins sydvestlige områder slået sammen til bydelen Steglitz-Zehlendorf, der i dag er den rigeste af Berlins bydele. Steglitz-Zehlendorfs bydelsforvaltning er placeret i højhuset Steglitzer Kreisel, der blev opført i 1970'erne. Det var planen, at komplekset skulle rumme masser af butikker og dermed konkurrere med Kurfürstendamm, men projektet gik konkurs i 1974 og i 1980 flyttede bydelsforvaltningen ind. I dag rummer den også restauranter og butikker, ligesom der er busterminal og U-Bahn-stationen Rathaus Steglitz, der har navn efter det oprindelige rådhus i bydelen.
Steglitz er desuden hjemsted for en del af Berlins universitetshospital, Charité, kaldet Campus Benjamin Franklin. Hospitalet blev indviet i 1964 og er placeret på Hindenburgdamm.